# Anatolij Dawydow
Anatolij Wiktorowicz Dawydow (ros. Анатолий Викторович Давыдов; ur. 13 listopada 1953) – rosyjski trener i piłkarz. Od 2013 roku trener piłkarski Tom Tomsk; trener Zenitu Petersburg.

## Kariera
W 1971 w barwach Metałłurga Tula zadebiutował w Wtoraja Liga ZSRR. W sezonie 1987/1988 rozegrał 2 spotkania w Pucharze UEFA w barwach Zenitu Leningrad (obecnie Zenit Petersburg).

## Życie osobiste
Jego syn Dmitrij Dawidow jest zawodowym piłkarzem.

## Sukcesy
Jako piłkarz
- Wysszaja liga ZSRR mistrz: 1984.
- Wysszaja liga ZSRR 3. miejsce: 1980.
- Puchar Federacji Piłki Nożnej ZSRR finalista: 1986.

Jako trener
- Puchar Rosji zwycięzca: 1999.